# 두루미과
두루미과(Gruidae)는 목과 다리가 길며 두루미목에 속하는 새의 한 과이다.

## 분포
남극과 남아메리카 대륙을 제외한 전 대륙에 걸쳐 분포한다.

## 생태
형태적으로 유사해 보이는 백로류와는 목을 펴고 비행하는 것이 다르며, 일반적으로 나무 위에서 생활하지 않는다. 두루미류 중 관두루미 만이 잠을 잘 때 나무 위에서 잠을 잔다.
대부분 번식기에 교미할 때 암수가 시끄러운 소리로 합창을 하며 현란한 춤을 춘다. 일반적으로 두루미류는 일평생을 한짝과 부부관계를 유지하지만, 짝을 잃거나 하는 경우에 바뀌기도 한다. 대부분의 종이 번식지와 월동지가 달라서 이주를 하지만 일부 종은 한 지역에 머무른다. 이동 시기와 월동 시기에는 큰 무리를 짓는 경향이 있다.
대부분의 두루미류는 지속가능한 생존개체수 차원에서 생존의 위협을 받고 있다.(검은목두루미와 캐나다두루미 쇠재두루미의 개체수는 풍부하다.)
대부분 습지 의존적인 조류로서 번식장소가 습초지, 하천변, 삼림습지 등이다. 알은 2~3개 낳으며 습지내의 초본을 모아서 높이 쌓아올리는 형태로 둥지를 짓는다.
기회주의적 포식자로서 소형설치류, 어류, 양서류, 곤충, 낙곡, 열매, 식물 등 다양한 먹이를 취한다.

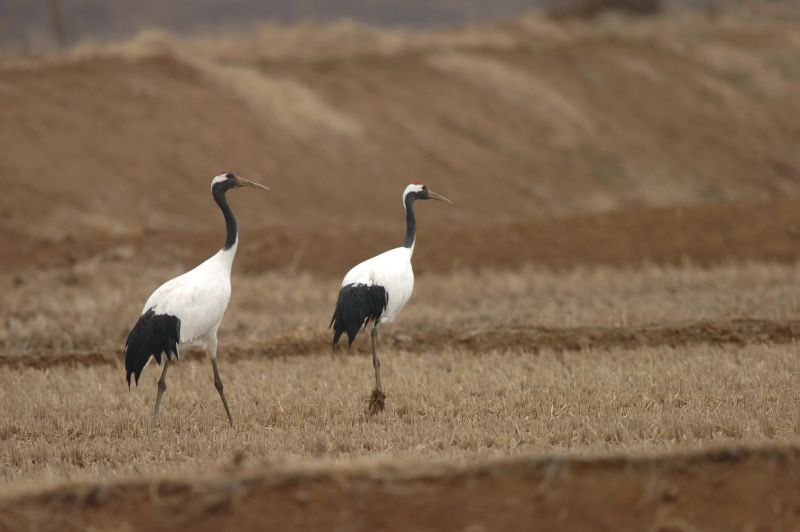
두루미 Grus japonensis: 철원군에서 촬영

재두루미 Antigone vipio: 철원군에서 촬영

## 하위 분류
두루미과는 2개 아과에 4속 15종을 포함하고 있다.
- 관두루미아과 (Balearicinae)
  - 관두루미속 (Balearica)
    - 검은관두루미 또는 관머리두루미 (Balearica pavonina)
    - 회색관두루미 또는 횐볼관두루미 (Balearica regulorum)
- 두루미아과 (Gruinae)
  - 두루미속 (Grus)
    - 검은목두루미 (Grus grus)
    - 미국흰두루미 (Grus americana)
    - 큰두루미 (Grus antigone)
    - 브롤가 또는 오스트레일리아두루미 (Grus rubicunda)
    - 흑두루미 (Grus monacha)
    - 검은꼬리두루미 (Grus nigricollis)
    - 두루미 (Grus japonensis)
    - 쇠재두루미 (Grus virgo)

  - 시베리아흰두루미속 (Leucogeranus)
    - 시베리아흰두루미 (Leucogeranus leucogeranus)

  - 큰두루미속 (Antigone)
    - 캐나다두루미 (Antigone canadensis)
    - 재두루미 (Antigone vipio)

  - 깃털두루미속 (Anthropoides)
    - 깃털두루미 (Anthropoides paradisea)

  - 볼장식두루미속 (Bugeranus)
    - 볼장식두루미 (Bugeranus carunculatus)

## 같이 보기
- 백로과